# Hobart (Indiana)
Hobart is een plaats (city) in de Amerikaanse staat Indiana, en valt bestuurlijk gezien onder Lake County.

## Demografie
Bij de volkstelling in 2000 werd het aantal inwoners vastgesteld op 25.363.
In 2006 is het aantal inwoners door het United States Census Bureau geschat op 28.043, een stijging van 2680 (10.6%).

## Geografie
Volgens het United States Census Bureau beslaat de plaats een oppervlakte van
69,2 km², waarvan 67,9 km² land en 1,3 km² water.

## Plaatsen in de nabije omgeving
De onderstaande figuur toont nabijgelegen plaatsen in een straal van 12 km rond Hobart.